# Facultad de Ciencias Políticas y Estudios Internacionales de la Universidad de Varsovia
Facultad de Ciencias Políticas y Estudios Internacionales de la Universidad de Varsovia (siglas en polaco: WNPiSM UW) – facultad de la Universidad de Varsovia, de didáctica e investigación en materia de ciencias políticas, política social, relaciones internacionales, seguridad interna y estudios europeos. También realiza estudios en idioma inglés: Political Science, International Relations y European Politics and Economics
La facultad de Ciencias Políticas y Estudios Internacionales es una de las más grandes entidades de didáctica e investigación en Europa Central. El entorno científico está formado por más de 180 investigadores, comprometidos con más de 20 subvenciones para investigación. En el edificio de la facultad estudian 3500 estudiantes y aproximadamente 100 docentes. Año tras año el volumen de publicaciones científicas se incrementa con varias docenas de publicaciones tales como: artículos, periódicos, libros y eventos culturales: conferencias y seminarios. En el marco de colaboración internacional WNPiSM UW tiene firmados casi 250 contratos con entidades universitarias extranjeras.
Tras mantener la posición del líder nacional en enseñanza de politología, las facultades de WNPiSM UW siguen ganando notas y valoraciones cada vez más altas a escala mundial. Politología junto con Relaciones Internacionales ocupan el puesto 300-400 en el ranking de Shanghái por 2020.

## Historia
La historia de la Universidad de Varsovia se remonta a 1816. Cien años más tarde, en 1917 en el marco de la Universidad fue fundada la primera Escuela de Ciencias Políticas. Las raíces de la actividad de la Facultad actual se pueden buscar en el Instituto de las Ciencias Políticas, que fue fundado en 1967 en el marco de la estructura de la Facultad de Filosofía. En 1975 fue fundada la Facultad de Periodismo y Ciencias Políticas, que con el tiempo ampliaba el ámbito de sus investigaciones con las relaciones internacionales, política social, estudios europeos y seguridad interna. En 2016 los científicos relacionados con periodismo abandonaron la facultad, lo que provocó el cambio de nombre al actual. A partir de 2019 WNPiSM funciona en el marco de una estructura nueva, con 16 departamentos científicos y 2 centros de investigación.

## Actualidad
A 1 de julio de 2019 empezó su actividad una estructura organizativa nueva de la facultad, que da soporte a las investigaciones, en el marco de la cual la facultad fue dividida en 15 centros científicos fuertes y 2 centros de investigación independientes:
- Departamento de la Seguridad Interna
- Departamento de la Historia Política
- Departamento de la Diplomacia e Instituciones Internacionales
- Departamento de la Metodología de Investigaciones sobre la Política
- Departamento del Estudio de Estado y Administración Pública
- Departamento de las Políticas de la Unión Europea
- Departamento de la Política Social y Seguros
- Departamento de Derecho e Marco institucional de la Unión Europea
- Departamento de la Sociología de Política y Marketing Político
- Departamento de los Estudios de Estrategia y Seguridad Internacional
- Departamento de los Estudios de Región y Globales
- Departamento de los Estudios Orientales
- Departamento de los Sistemas Políticos
- Departamento de la Teoría de Política y Pensamiento Político
- Departamento del Sistema de Trabajo y Mercado Laboral
- Centro de Investigaciones sobre Israel Actual y Diáspora Judía
- Centro Científico de Estudios sobre Trata de Personas

### Colaboración con sujetos nacionales
La Facultad colabora entre otros con: Cancillería del Presidente de la República de Polonia, Cancillería del Primer Ministro, Seguridad Social, Ministerio de los Asuntos Internos, Ministerio de los Asuntos Externos, Academia Polaca de las Ciencias, Escuela Nacional de Bomberos, Escuela Superior de Policía, Guardia Fronteriza.

### Colaboración con sujetos extranjeros

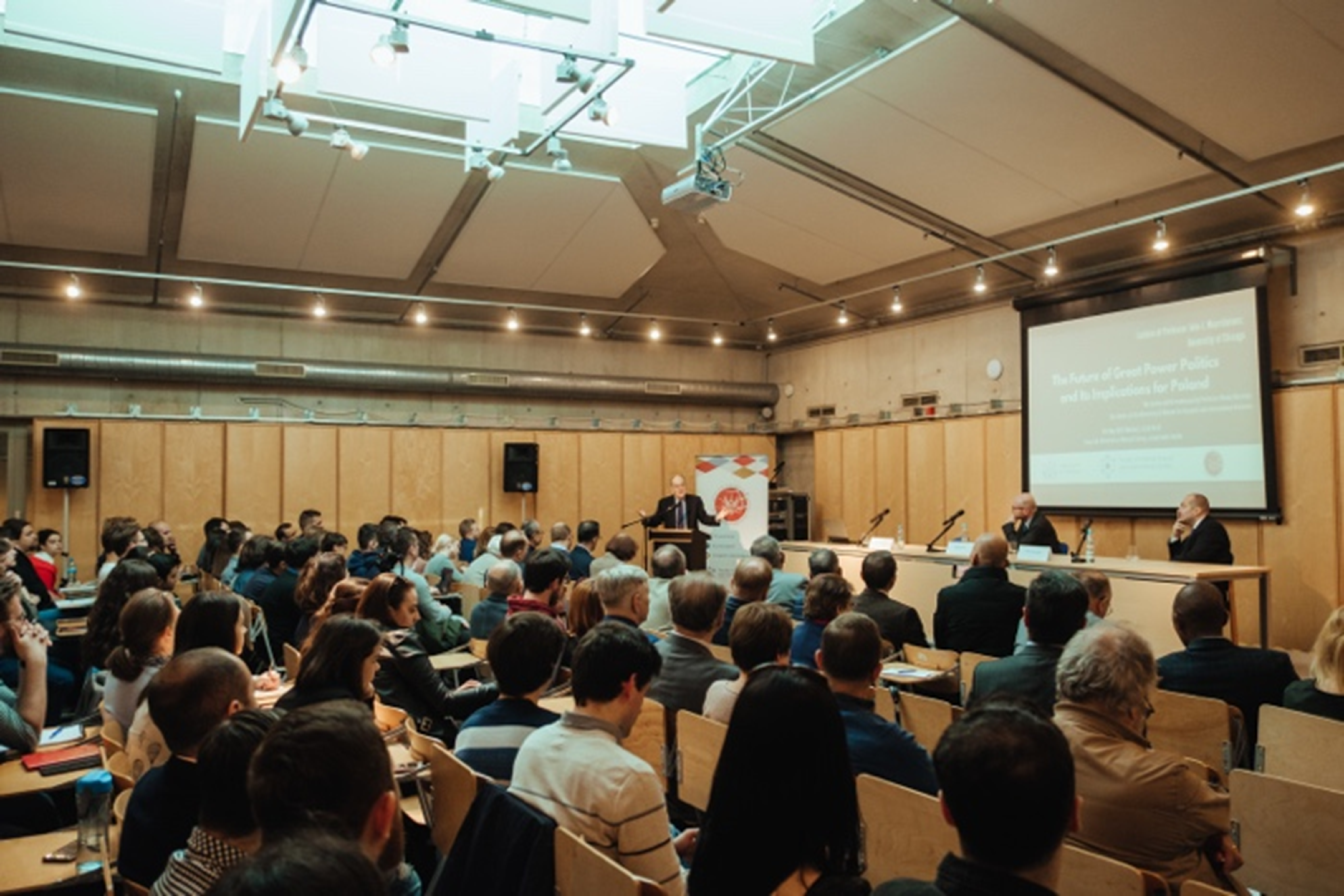
Conferencia del invitado, profesor John Mearsheimer (University of Chicago)

La Facultad colabora con: the Comisión Europea, the Parlamento Europeo, the Comité Económico y Social Europeo, Delegación de la Comisión Europea en Polonia, Organización Internacional del Trabajo (OIT), Organización para la Cooperación y el Desarrollo Económicos (OCDE).
La Facultad colabora con 212 universidades en el marco del programa europeo Erasmus +. Además, la Facultad ha firmado contratos bilaterales con muchas universidades renombradas del mundo, entre otros con:
- Fudan University
- Waseda University
- Tecnológico de Monterrey
- University of Haifa
- Peking University
- Centro de Investigación y Docencias Económicas, A.C.,
- Victoria University of Wellington
- The Northeastern Illinois University (NEIU), Chicago

La Facultad es conocida por sus conferencias científicas y seminarios internacionales de renombre, que se celebran periódicamente y que acogen a los investigadores más destacados del mundo en sus campos.

## Instalaciones

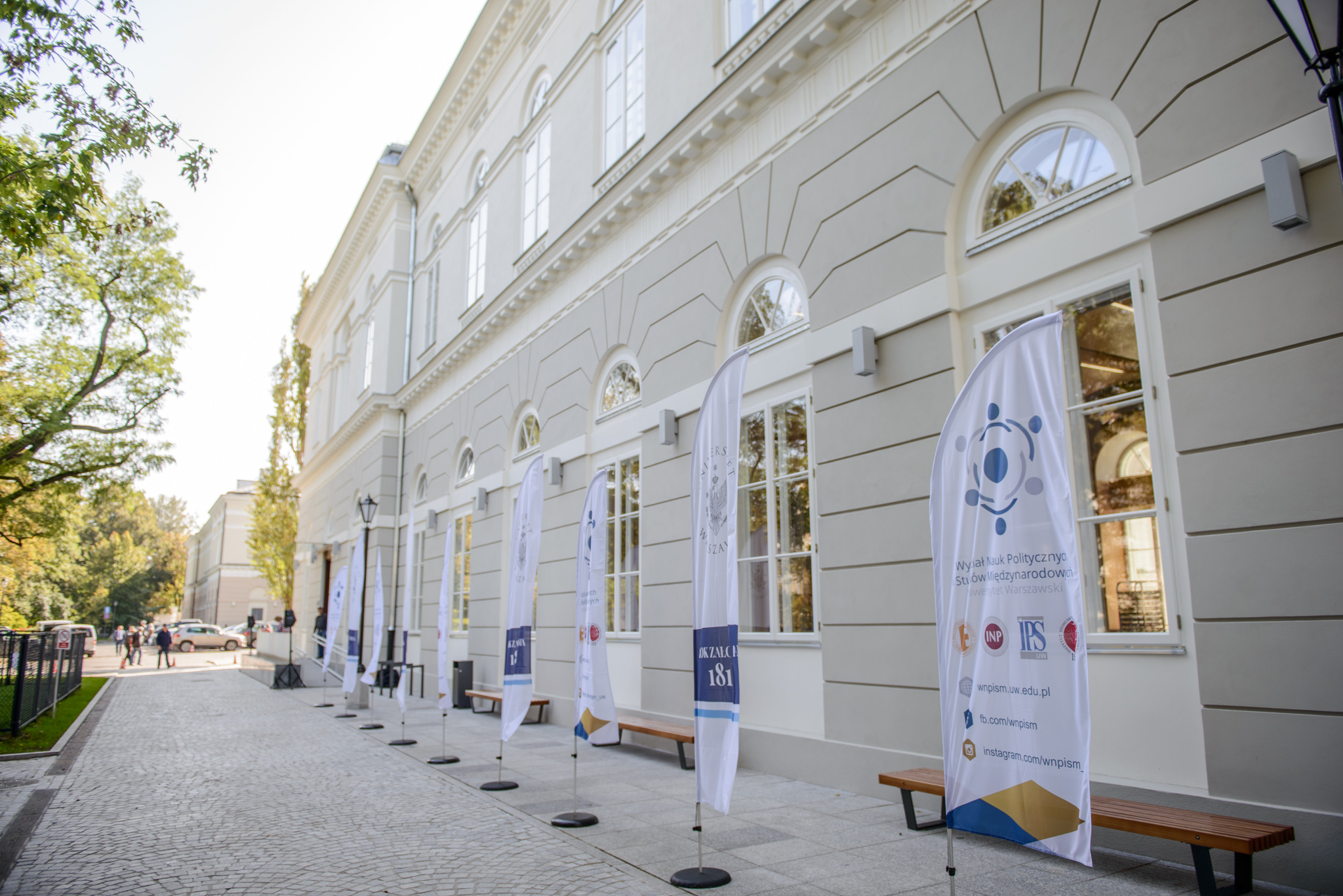
Edificio de Auditorio durante la ceremonia de inauguración en septiembre de 2017

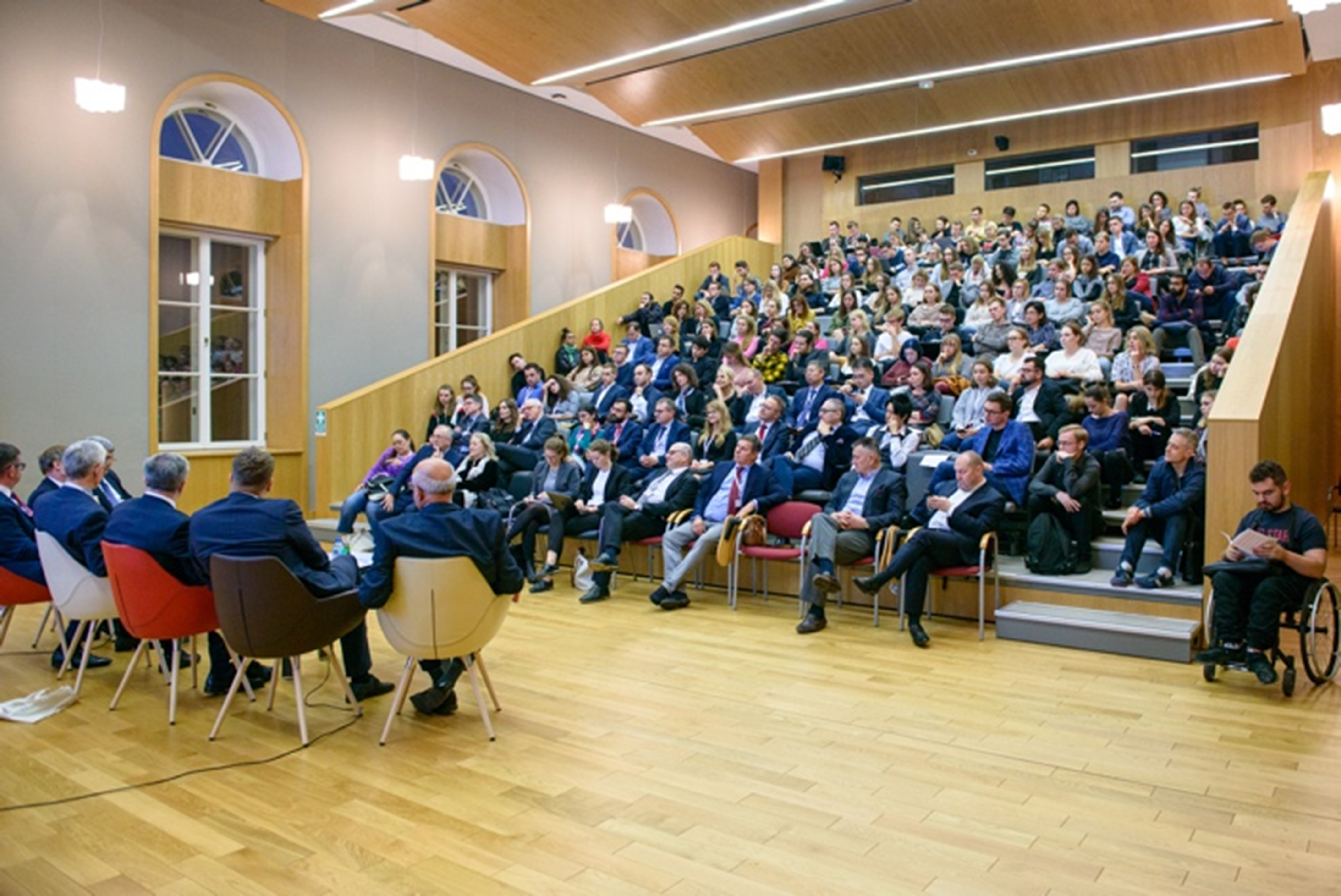
Sala del prof. Jan Baszkiewicz

En 2017 la Facultad se trasladó al histórico y renovado Edificio de Auditorio en el campus principal de la Universidad de Varsovia, en el centro de Varsovia. En el edificio renovado se encuentran oficinas de la administración de la Facultad, así como salas de enseñanza. La más grande – Sala del prof. Jan Baszkiewicz Hall – tiene 150 asientos y es uno de las espacios más modernos de este tipo en la Universidad de Varsovia. Además, el edificio dispone, entre otros, de un laboratorio moderno para investigaciones tipo focus, equipado con espejo unidireccional.

## Autoridades

### Conjunto de Decanos
- decano: HDR Daniel Przastek
- vicedecana para los asuntos de los estudiantes: PhD Justyna Godlewska-Szyrkowa
- vicedecano para las investigaciones científicas y colaboración con el extranjero: PhD Łukasz Zamęcki

### Empleados
- Maciej Duszczyk (ex vicedecano de la Universidad de Varosvia)
- Jacek Czaputowicz (Ministro de los Asuntos Externos)
- Stanisław Filipowicz (vicepresidente de la Academia Polaca de las Ciencias)
- Grzegorz Rydlewski (exjefe de la Cancillería del Primer Ministro de la República de Polonia)
- Stanisław Sulowski
- Błażej Poboży (viceministro de los Asuntos Internos y Administración)
- Gertruda Uścińska (presidenta de la Seguridad Social)
- Konstanty Wojtaszczyk
- Jakub Zajączkowski
- Jacek Męcina (ex viceministro de economía y trabajo)
- Ryszard Zięba (Jean Monnet Chair)
- Tomasz Żukowski (exconsejero del Presidente de la República de Polonia)
- Bartłomiej Zdaniuk (embajador de la República de Polonia en Moldavia)
- Szewach Weiss (ex embajador de Israel en Polonia, ex parmalentario de Knéset)
- Zbigniew Lasocik
- Roman Kuźniar (exconsejero del Presidente de la República de Polonia)